# Ручинув
Ручинув (пол. Ruczynów) — село в Польщі, у гміні Бусько-Здруй Буського повіту Свентокшиського воєводства.
Населення — 201 особа (2011).

## Демографія
Демографічна структура на день 31 березня 2011 року:
|          | Загалом | Допрацездатний вік | Працездатний вік | Постпрацездатний вік |
| -------- | ------- | ------------------ | ---------------- | -------------------- |
| Чоловіки | 97      | 20                 | 61               | 16                   |
| Жінки    | 104     | 22                 | 55               | 27                   |
| Разом    | 201     | 42                 | 116              | 43                   |